# Paapse hoek
Achter het Marktveld, in de volksmond bekend als de Paapse hoek of Papenhoek, was een buurt in Delft waar een concentratie van katholieke bewoners leefde in een anders overwegend protestantse stad. Het ontstond in de tijd van de Reformatie en werd begrensd door de Burgwal, de Oude Langedijk en de Jacob Gerritstraat. Het gebied werd bewoond door katholieken, waar ze hun geloof in relatieve veiligheid konden praktiseren, weg van de vaak vijandige protestantse gemeenschap. De tot het katholieke geloof bekeerde Johannes Vermeer woonde er sinds zijn huwelijk met de rooms-katholieke Catharina Bolnes, in een pand op de hoek van de Oude Langendijk en de Molenpoort aldaar.

## Geschiedenis

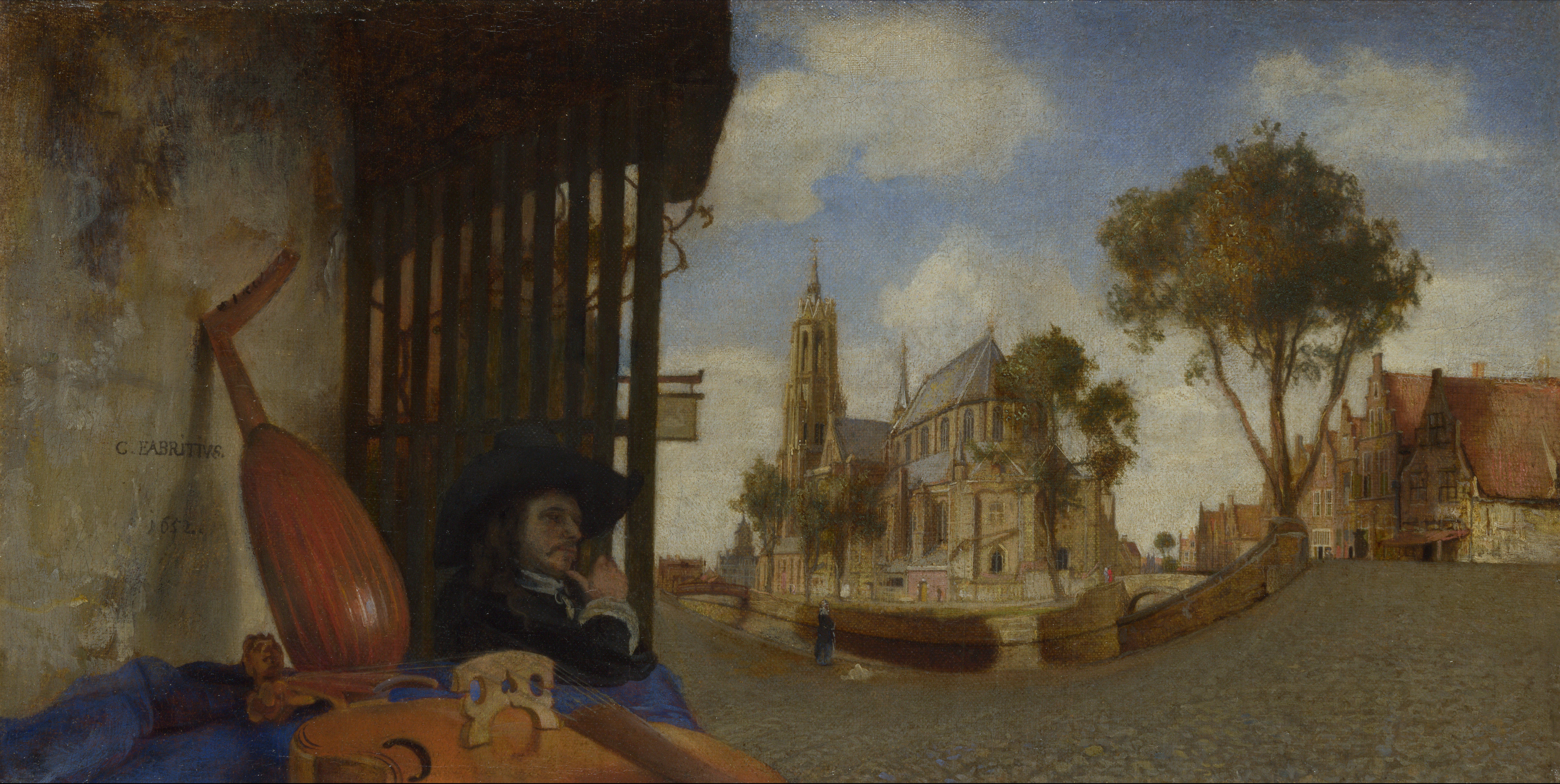
De Oude Langendijk in 1662, geschilderd door Carel Fabritius. Vanuit dit perspectief gezien stond het huis van Vermeer links van de brug bij de toren van de Nieuwe Kerk.

In 1572 koos het Delftse stadsbestuur voor het protestantisme en werden andere religies zoals de Rooms-Katholieke Kerk, maar ook de Lutherse en de Doopsgezinde Kerk verboden. In de praktijk werden ze echter gedoogd. De Hippolytuskerk en de Ursulakerk werden protestants en werden voortaan de Oude en de Nieuwe Kerk genoemd. De Delftse katholieken verzamelden zich in de Papenhoek, waar vieringen werden gehouden in schuilkerkjes in woonhuizen. 

## Beschrijving

Jezuïetenkerk op de Oude Langendijk ca. 1700.

De buurt was dichtbevolkt, gekenmerkt door smalle straatjes en een mix van woningen zoals het Groot Serpent en Trapmolen, die eigendom waren van welgestelde katholieken. Deze gebouwen vormden samen de sociale en religieuze kern van de buurt. Het gebied bevatte ook een katholieke meisjesschool en schuilkerken (met name de Jezuïetenkerk), waar discreet de katholieke erediensten werden gehouden. De architectuur in de Papenhoek weerspiegelde de welvaart van de inwoners, vaak rijke families die hun woningen ter beschikking stelden voor religieuze doeleinden. Op de oostelijke hoek van de Molenstraat en de Burgwal stond verbeterhuis Huis  
Op de zuidoostelijke hoek van Molenpoort, waar thans de Maria van Jessekerk staat, heeft vanaf 1703 verbeterhuis (voorganger van tucht- en dolhuizen) Huis Duinkerken gestaan. Dit huis nam vanaf 1746 alleen vrouwen op. Naast dit huis op de Burgwal bevond zich halverwege de 18e eeuw een katholiek weeshuis, de eerste van Delft. Na zeven jaar verhuisde men naar de andere kant van de Burgwal, de toenmalige Broerhuislaan. Toen het daar te klein werd, verhuisde deze in 1769 naar de Oude Langendijk, tussen de Burgwal en het Oosteinde. 